# مارك وليامز (ممثل كوميدي)
مارك وليامز (بالإنجليزية: Mark Williams)‏ وهو ممثل كوميدي ومذيع إنجليزي بريطاني ولد في يوم 22 أغسطس 1959 في بلدة برومسروف في مقاطعة وورسترشاير في إنجلترا في المملكة المتحدة مثل في فلم 101 مرقش.

## روابط خارجية
- مارك وليامس على موقع IMDb (الإنجليزية)
- مارك وليامس على موقع روتن توميتوز (الإنجليزية)
- مارك وليامس على موقع قاعدة بيانات الأفلام العربية
- مارك وليامس على موقع ألو سيني (الفرنسية)
- مارك وليامس على موقع ميوزك برينز (الإنجليزية)
- مارك وليامس على موقع أول موفي (الإنجليزية)
- مارك وليامس على موقع قاعدة بيانات الأفلام السويدية (السويدية)
- مارك وليامس على موقع إن إن دي بي (الإنجليزية)
- مارك وليامس على موقع قاعدة بيانات الفيلم (الإنجليزية)
- مارك وليامس على موقع كينوبويسك (الروسية)